# Triterpene
Triterpene sind Naturstoffe, die aus drei Terpeneinheiten, also insgesamt sechs Isopreneinheiten mit zusammen 30 Kohlenstoffatomen, aufgebaut sind. In Einzelfällen kann die Anzahl der Kohlenstoffatome bei oxidierten Vertretern davon abweichen, Beispiele hierfür sind (+)-Azadiron oder Limonin.

## Einteilung der Triterpene

### Gruppierung nach Anzahl der Ringe
Die meisten Verbindungen, die den Triterpenen zugeordnet werden, besitzen 30 Kohlenstoffatome. Dennoch gibt es über 4000 Verbindungen, die in diese Stoffgruppe eingeordnet werden. Unterschieden werden sie grundsätzlich in der Anzahl der Cyclen innerhalb der Verbindung.
| 0 | Squalen         |  |
| 1 | Achilleol A     |  |
| 2 | Polypodatetraen |  |
| 3 | Malabarican     |  |
| 4 | Lanosterin      |  |
| 5 | Betulin         |  |

Triterpene, die kein Ringsystem besitzen, werden als lineare Triterpene bezeichnet; besitzen sie einen Ring, werden die Verbindungen den monozyklischen Triterpenen zugeordnet und mit 2,3, 4 bzw. 5 Ringen analog den bicyclischen, tricyclischen, tetracyclischen bzw. pentacyclischen Triterpenen.

### Zuordnung ausgewählter Vertreter
Einzelne Triterpene werden meist noch genauer zugeordnet als nur über die Anzahl der Ringe im Molekül. In vielen Vertretern dieser Stoffgruppe können sehr ähnliche Strukturen wiedergefunden werden. Die Rede ist hier häufig vom Grundgerüst bzw. vom Skelett der Moleküle. Bei den Triterpenen tauchen insbesondere drei Grundgerüste häufig auf. Diese sind das Steran-, das Baccharan- und das Hopangerüst.

Steran-Grundgerüst
Baccharan-Gerüst
Hopan-Gerüst

#### Lineare Triterpene
Die einfachsten Triterpene sind Squalan und Squalen. Sie dienen als Grundgerüst der tetracyclischen und pentacyclischen Triterpene, die hauptsächlich durch Biosynthese hergestellt werden. Ein charakteristischer Schritt ist die sogenannte Faltung des Squalens. Hierdurch entstehen die verschiedenen Grundgerüste, wie beispielsweise das Gonan-, das Baccharan- oder das Hopan-Gerüst. Insgesamt sind über 200 verschiedene Gerüste bereits bekannt. Ausgehend von diesen Gerüsten können allerdings durch weitere Reaktionsschritte viele verschiedene Produkte entstehen.

Strukturformel von Squalan; die roten Schlangenlinien trennen die einzelnen Isopreneinheiten voneinander ab

In Bezug auf die Isoprenregel bieten die Triterpene ebenfalls einige Unregelmäßigkeiten. So erfüllen einfache Verbindungen häufig die Isoprenregel. Beispiele hierfür sind Squalan und Squalen. Verbindungen dessen Biosynthese aus vielen verschiedenen Reaktionsschritten bestehen, erfüllen dann auch häufig die ursprüngliche Isoprenregel nicht, wie beispielsweise Lanosterin. Diese sind nicht vollständig in Isopreneinheiten zerlegbar.

#### Tetracyclische Triterpene
Die tetracyclischen Triterpene sind aus dem Sterangerüst (veraltet: Gonangerüst) aufgebaut. Die Verbindungen innerhalb dieser Gruppe werden auch als Steroide bezeichnet. Allerdings gibt es auch Steroide, die nicht den Triterpenen zugeordnet werden. Ein Beispiel hierfür ist das häufig in tierischen Fetten auftauchende Cholesterin. Einige bedeutende Vertreter der tetracyclischen Triterpene sind in der nachfolgenden Tabelle aufgelistet:
| (+)-Dammar-24-en-3β-20S-diol  |  | Dammarane      | In Pflastermasse und als Bindemittel in Lacken |
| (+)-Azadiron                  |  | Apotirucallane | Insektizide |
| (–)-Tirucalla-7,24-dien-3β-ol |  | Tirucallane    | Schwarzer Tee |
| Lanosterin                    |  | Lanostane      | In Pflanzen, Tieren, Pilzen (z. B. Hefe) |
| Cimicifugenol                 |  | Cycloartane    | Triterpenglycoside vom Cycloartenol-Typ sind Inhaltsstoffe des Rhizoms der Traubensilberkerze, dessen Extrakte in der Selbstmedikation bei Wechseljahresbeschwerden genutzt werden. |
| Cucurbitacin F                |  | Cucurbitane    | Früher arzneilich genutzte Zaunrübenwurzelextrakte (Bryonia) sind heute wegen der starken toxischen Wirkungen der Cucurbitacine obsolet.                                            |

#### Pentacyclische Triterpene
Bei den pentacyclischen Triterpenen werden den Verbindungen zwei wesentliche Grundgerüste zu Grunde gelegt, das Baccharangerüst und das Hopangerüst. In der folgenden Tabelle sind einige Vertreter des Baccharan-Typs aufgelistet:
| (+)-1,11-Dihydroxy-20(29)-lupen-3-on |  | Lupane   | Inhaltsstoff in Salbei-Pflanzen |
| Betulin                              |  | Lupane   | Inhaltsstoff der Birkenrinde; als Schaumbildner in Haarwaschmitteln, Hauptkomponente von Birkenrinde-Extrakt für die Behandlung von Hautwunden.                  |
| Oleanolsäure                         |  | Oleanane | In einer Vielzahl von Pflanzen vorkommend; synthetische Oleanolsäure-Abkömmlinge werden arzneilich verwendet oder entwickelt.                                    |
| (+)-Ursolsäure                       |  | Ursane   | Emulgator in Lebensmitteln; kommt in Apfel- und Birnenschalen vor. Hemmt im Tiermodell Entstehen und Wachstum von Tumoren und wirkt auf die Zelldifferenzierung. |

Neben dem Baccharan-Gerüst weisen einige pentacyclische Triterpene auch ein Hopan-Gerüst auf. Die Vertreter haben allerdings keine große industrielle Relevanz, kommen aber sehr wohl auch in einigen Pflanzenarten vor.